# Walkman
.
.

Den klassiska logon från 1981-2000

Logon från 2000-

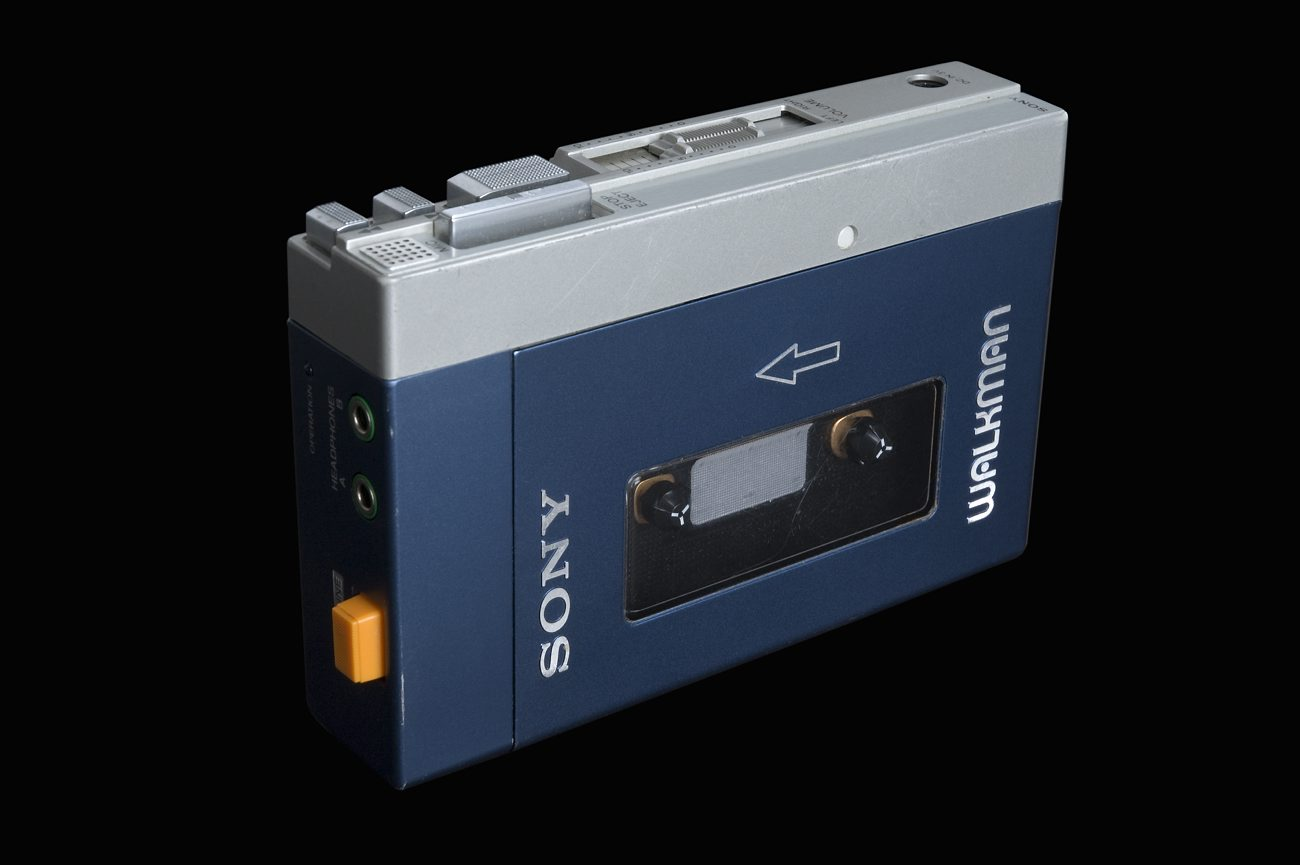
Sonys första Walkman, modell TPS-L2.

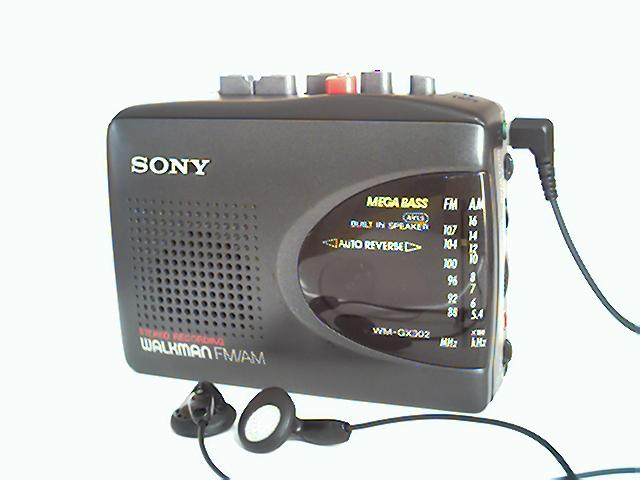
Walkman modell WM-GX302 från omkring år 1995.

Walkman är ett varumärke som Sony etablerade för sina musikspelare för ljudkassetter. En generell benämning på sådana apparater i Sverige är freestyle, ett mer sällan använt ord bärspelare.
Utvecklingen vid Sony av den bärbara musikspelaren leddes av Kozo Ohsone. Den första modellen, Walkman TPS-L2, introducerades på den japanska marknaden i mitten av 1979 och året därpå i Sverige och många andra länder. I samband med att Sony 1999 högtidlighöll 20-årsjubileet av Walkman kunde de konstatera att sammanlagt 186 miljoner spelare för kassettband sålts. . Därtill hade varumärket använts för flera andra produkter som bärbara cd- och md-spelare.
Det starka varumärket Walkman har Sony senare utnyttjat via mobiltelefontillverkaren Sony Ericsson för "musikmobiler". Dessa telefoner marknadsfördes som specialiserade med mp3-spelare, bättre ljud och oftast större minne än de konventionella modellerna. Modellbeteckningen för dessa telefoner började med ett ”W”, följt av tre siffror.

## Galleri

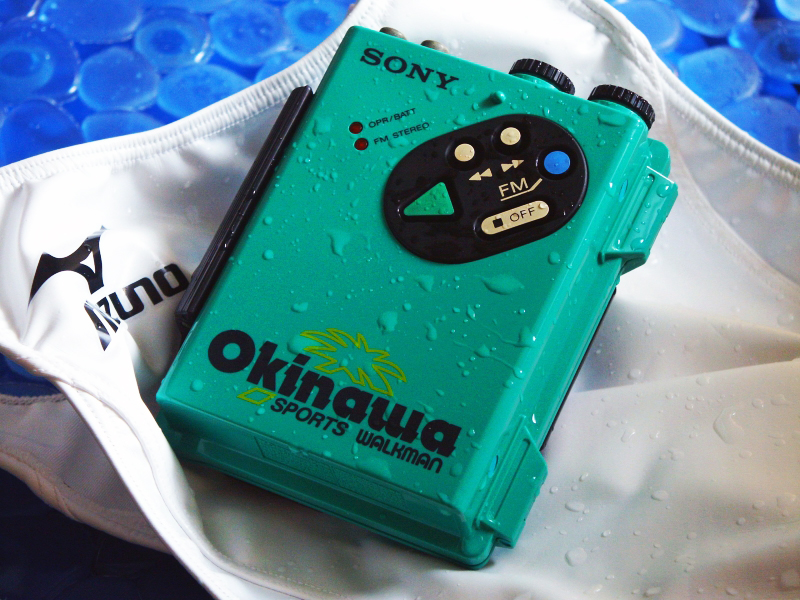
WM-F5 "Okinawa" Sports Walkman
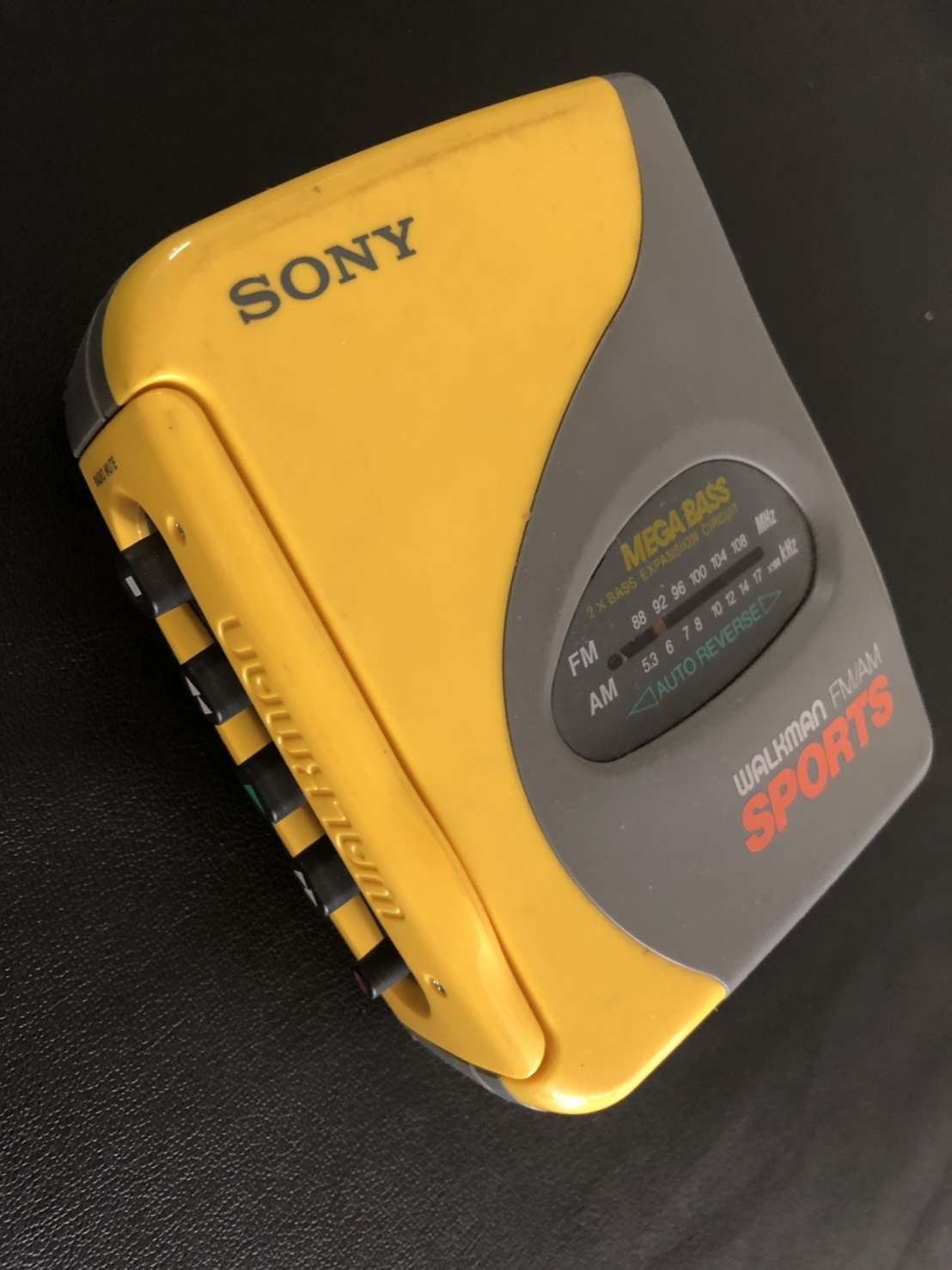
En "Sport" Walkman från tidigt 90-tal
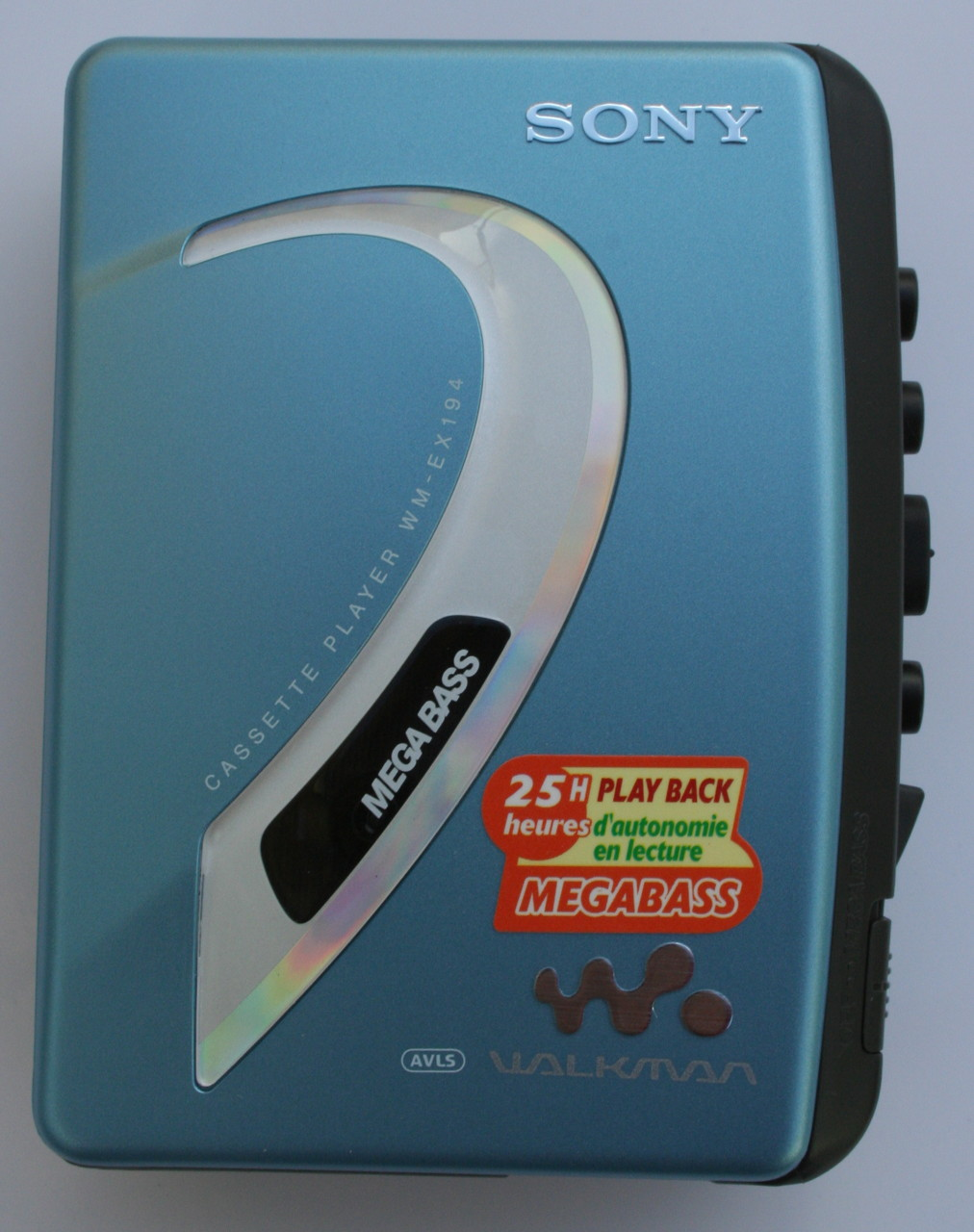
Sony Walkman WM-EX194 2004.